# Ciudvî, Kostopil
Ciudvî (în ucraineană Чудви) este un sat în comuna Zvizdivka din raionul Kostopil, regiunea Rivne, Ucraina.

## Demografie
Componența lingvistică a localității Ciudvî
     Ucraineană (99,09%)
     Alte limbi (0,9%)
Conform recensământului din 2001, majoritatea populației localității Ciudvî era vorbitoare de ucraineană (99,09%), existând în minoritate și vorbitori de alte limbi.